# Производство кофе в Кении
Кофейная индустрия Кении известна своей кооперативной системой производства, переработки, помола, маркетинга и аукционной системой. Около 70 % кенийского кофе производится мелкими владельцами. В 2012 году было подсчитано, что в Кении было около 150 000 фермеров, выращивающих кофе, а по другим оценкам, шесть миллионов кенийцев были заняты прямо или косвенно в кофейной промышленности.
Основными регионами выращивания кофе в Кении являются высокие плато, окружающие гору Кения, хребет Абердэр, Кисии, провинцию Ньянза, города Бунгома и Накуру, Керичо. В меньших масштабах кофе выращивается на холмах Мачакос и Таита в восточных и прибрежных провинциях соответственно.
Кислая почва в высокогорье центральной Кении, достаточное количество солнечного света и осадков обеспечивают отличные условия для выращивания кофейных растений. Кофе из Кении относится к типу «Colombia mild» и хорошо известен своим интенсивным вкусом и приятным ароматом с нотами какао; высококачественный кофе из Кении является одним из самых востребованных сортов кофе в мире. Однако из-за бума недвижимости в районах произрастания кофе и нестабильности цен, производство в регионе Великих Африканских озёр сократилось с примерно 130 000 метрических тонн в 1987/8 году до 40 000 тонн в 2011/12 году.

## История

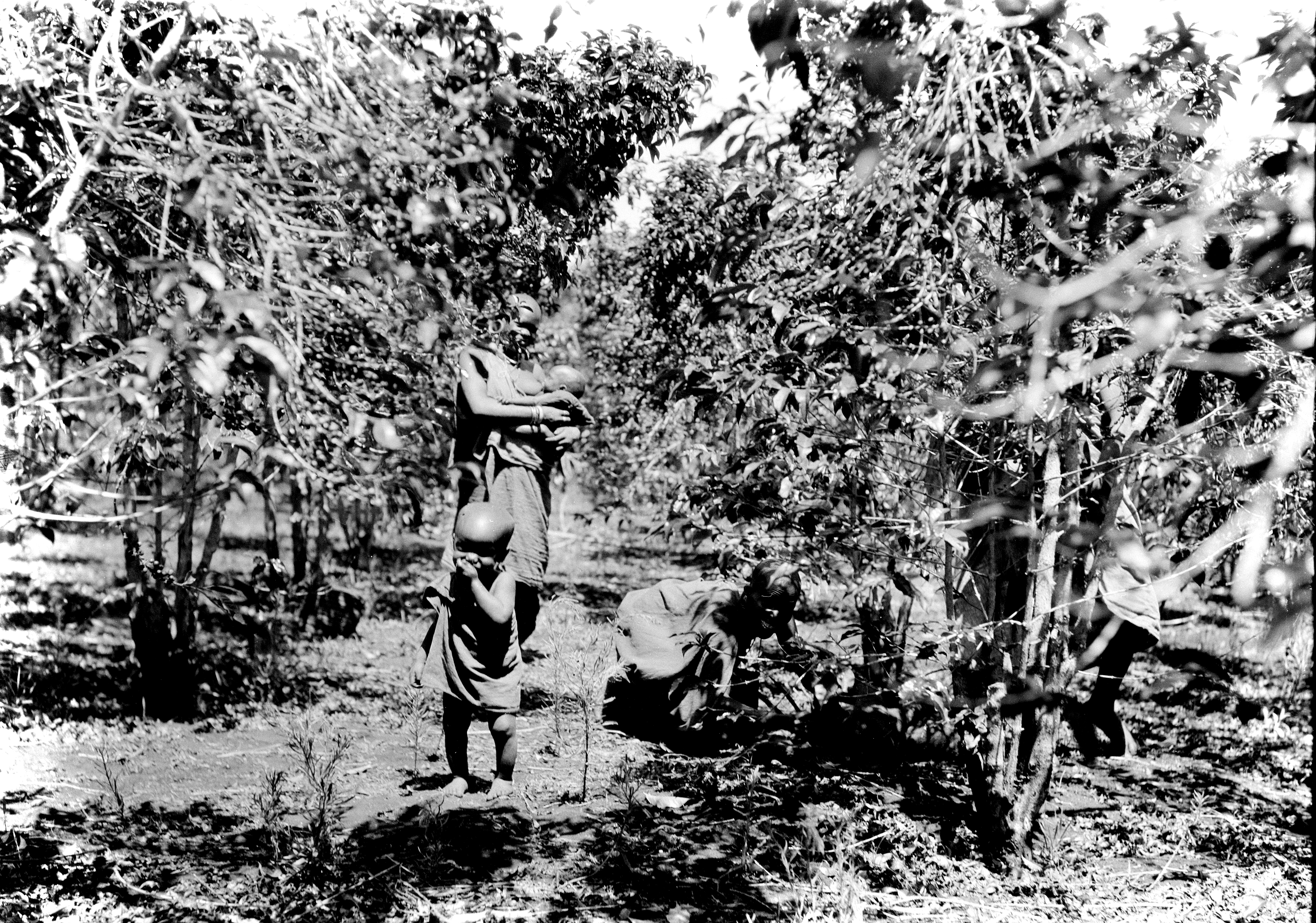
Кофейные плантации в Кении в 1936 году

Несмотря на близость к Эфиопии (широко считается, что это регион, из которого произошёл кофе), один источник утверждает, что кофе не выращивался в Кении до 1893 года, когда монахи Святого Духа из Франции завезли кофейные деревья с острова Реюньон. Миссионерские фермы возле Найроби, столицы Кении, использовались в качестве ядра, вокруг которого развивалось выращивание кенийского кофе. Ещё один источник утверждает, что британцы ввезли кофе, выращиваемый в Кении, около 1900 года.

## Размер зёрен
Весь кенийский кофе сортируется после его измельчения. Оценки присваиваются в зависимости от размера зерна. Зёрна с размером 17 или 18 (17/64 или 18/64 дюйма) относят к сорту АА, как правило, это самые крупные зёрна. Хотя многие считают, что большой размер бобов является признаком качества, это только один из многих факторов, определяющих качество кофе.
Кенийский кофе торгуется один раз в неделю на Найробийской кофейной бирже. Она базируется в Доме Вакулима, Биржевом переулке, который находится у Авеню Хайле Селассие.
Кофе упакован в одиночные сизалевые мешки по 60 кг, но ставки делаются по 50 кг.
Ниже приведён пример средних цен на кофе (за 50 кг) на аукционе.
- AA — $ 377,20
- AB — $ 317,42
- C — $ 239,19
- PB — $ 308,93
- Т — $ 183,70
- TT — $ 252,51
- UG1 — $ 198.06
- UG2 — 104,81 $
- UG3 — $ 116,63

## Знаменитые кофейные хозяйства, кооперативы и фабрики
- MAGUTA COFFEE ESTATE — Ньери[англ.], Муругуру[англ.] (Specialty Organic Coffee & origin trips)
- Gikanda Cooperative Society — Gichathaini, Кангочо[англ.] и Ндароини[англ.] фабрики (Mathira, Ньери)
- Киримири[англ.] (Тика[англ.])
- Kibirigwi farmers cooperative society (Кириньяга[англ.])
- New Gikaru (Nyeri-Mukurwe-ini)
- Tekangu Cooperative Society — Tegu, Karogoto and Ngunguru Factories (Mathira, Ньери)
- Thiriku Farmers Co-op Society (Thingingi Area, Ньери)
- Mutheka Farmers Co-operative Society — Chorong’i Coffee Factory (Nyeri) Архивная копия от 3 апреля 2015 на Wayback Machine, Kigwandi Coffee Factory (Nyeri) (недоступная ссылка), Kihuyo Coffee Factory (Nyeri) Архивная копия от 4 апреля 2015 на Wayback Machine, Muthuaini Coffee Factory (Nyeri) Архивная копия от 7 апреля 2015 на Wayback Machine, Kamuyu Coffee Factory (Nyeri) Архивная копия от 3 апреля 2015 на Wayback Machine, Kaihuri Coffee Factory (Nyeri) (недоступная ссылка)
- Iyego Farmers Cooperative Society — Main, Мунунга[англ.], Gatubu, Marimira, Гитура[англ.], Kirangano, Watuha (Murang’a)

·Karunguru coffee estate (Джуджа)
- Othaya Co-operative Society (Отайя[англ.], Ньери[англ.])
- Rung’eto Farmers Co-operative Society — Kii, Karimikui and Kiangoi Factories (провинция Кириньяга[англ.], территория Нгариама (Ngariama ward))